# Misato (Akita)
Misato (美郷町 Misato-chō?) es un pueblo localizado en la prefectura de Akita, Japón. En octubre de 2018 tenía una población de 19.339 habitantes y una densidad de población de 115 personas por km². Su área total es de 168,32 km².

## Geografía

### Municipios circundantes
- Prefectura de Akita
  - Daisen
  - Yokote
- Prefectura de Iwate
  - Nishiwaga

## Demografía
Según datos del censo japonés, la población de Misato ha disminuido en los últimos años.
| Año del censo | Población |
| ------------- | --------- |
| 1995          | 25.232    |
| 2000          | 24.207    |
| 2005          | 23.038    |
| 2010          | 21.674    |
| 2015          | 20.279    |